# Michał Kazimierz Doktorowicz-Hrebnicki
Michał Kazimierz (Jerzy) Doktorowicz-Hrebnicki (zm. 1698) – skarbnik połocki (1664-1688), pisarz grodzki połocki (1682-1693), podstoli witebski (1688), elektor króla Jana III Sobieskiego.

## Życiorys
Michał Kazimierz Doktorowicz-Hrebnicki należał do heraldycznego rodu Ostojów (Mościców). Przodkowie Hrebnickiego wywodzili się z Wielkiego Księstwa Litewskiego. Jego rodzina była wymieniana przez Kaspra Niesieckiego, Adama Bonieckiego, Teodora Żychlińskiego i innych polskich heraldyków i genealogów.
Michał Kazimierz Doktorowicz-Hrebnicki był synem Kazimierza Aleksandra Doktorowicz-Hrebnickiego, wojskiego połockiego i Barbary Chrapowickiej. Jego pierwszą żoną była Marianna Szostowicka a drugą Konstancja Łukomska. Maił trzech synów: Teodora, Antoniego i Floriana.
Michał Kazimierz Doktorowicz-Hrebnicki sprawował liczne funkcje i urzędy. W latach 1664–1688 był skarbnikiem połockim, od roku 1682 sprawował funkcję pisarza grodzkiego połockiego, piastował też urząd podstolego witebskiego (1688). Uczestniczył w elekcji 1674 roku oddając swój głos na Jana Sobieskiego. Według Bonieckiego w roku 1664 dostał się do niewoli moskiewskiej. Więziony był w Kazaniu.